# Anna Alina Cybulska
Anna Alina Lebioda (ur. 12 kwietnia 1968 w Piotrkowie Kujawskim) – poetka, prozatorka, piosenkarka, interpretatorka ballad poetyckich, animatorka kultury. Członek Związku Literatów Polskich (Sekretarz Oddziału Bydgosko-Toruńskiego ZLP) oraz Bydgoskiego Stowarzyszenia Artystycznego.  

## Życiorys
Absolwentka I LO w Radziejowie im. Władysława Łokietka (1987), a także Pomaturalnego Studium Medycznego W Bydgoszczy o kierunku radiologia (1991) i Policealnego Studium Zawodowego w zakresie rachunkowości i finansów (2001). Pracuje jako elektro-radiolog w Szpitalu Uniwersyteckim im. Jana Biziela w Bydgoszczy. 

## Twórczość
Zadebiutowała jako poetka w 2005 roku, a jako autorka prozy w roku 2009. Utwory literackie publikowała w licznych periodykach i almanachach, między innymi w „Akancie”,  „LiryDramie", „Okolicy Poetów”, „Temacie”, „Znaju”, kwartalniku artystyczno-literackim „Szafa” oraz licznych polskich i międzynarodowych antologiach. Swoją poezję prezentowała również na antenie Radia PIK i Radia Emaus. Uczestniczka zagranicznych festiwali poezji, między innymi W Chinach, USA, Gruzji, na Litwie i w Belgii. Zaangażowana w pomoc niesioną chorym na fibromialgię. Moderatorka bookcrossingu w Szpitalu Uniwersyteckim im. Jana Biziela w Bydgoszczy.
Jej tomik specjalnie stworzonych listów poetyckich George Sand do polskiego kompozytora Fryderyka Chopina znalazł się wśród książek prezentowanych na oficjalnej stronie Roku Chopinowskiego – 2010.
Poezja
- Anioły we mnie śpią – Włocławek 2005
- Szklane marzenia – Włocławek 2005
- W twoich dłoniach sen – Włocławek 2006
- Szepty intymne[7] – Bydgoszcz 2008
- Wiersze rozedrgane przeł. na język niemiecki Karl Grenzler[8] – Bydgoszcz 2009
- Ktoś Pana uwielbia, przeł. na język francuski Sławomira Jasińska, Włocławek 2010
- Błękitne bramy – Bydgoszcz 2016

Proza
- Wyspy wyobraźni – Bydgoszcz 2009
- Smak Marcepanu  – Bydgoszcz 2013 pod pseudonimem Luka Altmann
- Dziewczynka z żółtą walizeczką[9] – Bydgoszcz 2015.

## Nagrody
- Wyróżnienie Burmistrza Radziejowa za przyczynianie się do rozwoju miasta i podnoszenie jego prestiżu – 2008
- Symboliczna Nagroda Ryszarda Milczewskiego-Bruna w kategorii poezji – 2010
- Symboliczna Nagroda Ryszarda Milczewskiego-Bruna w kategorii prozy – 2013
- Nagroda Pracy Organicznej im. Marii Konopnickiej – 2013[10]
- Medal Jerzego Sulimy-Kamińskiego – 2014
- Nagroda IANICIUS im. Klemensa Janickiego – 2016.
- Odznaka Honorowa Zasłużony Dla Kultury Polskiej – 2020[11] Nr legitymacji: 13796.

Trzykrotna stypendystka Urzędu Miasta Bydgoszczy.